# ジョエル・ヴィタル
ジョエル（Joel）こと、ジョエル・アンジェロ・コウト・フェレイロ・ヴィタル（Joel Ângelo Couto Ferreiro Vital 、1987年12月7日 - ）は、ポルトガル・ポルト出身のプロサッカー選手。スポルティング・コヴィリャン所属。ポジションは、ディフェンダー。

## クラブ歴
2013年8月11日、セグンダ・リーガのマリティモB戦でプロデビューを果たした。